# Rio Clearwater (Idaho)

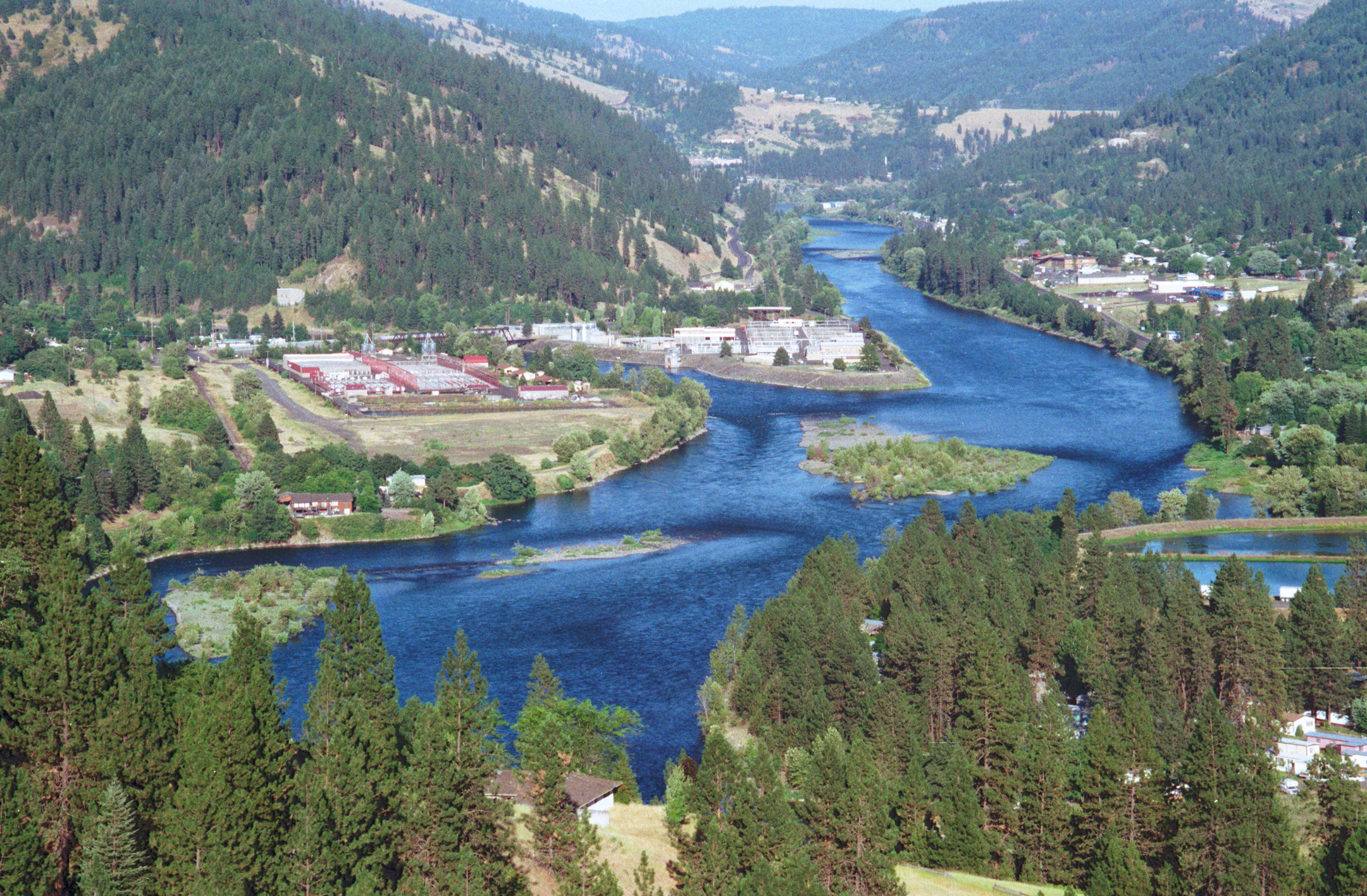
O rio Clearwater perto de Orofino.

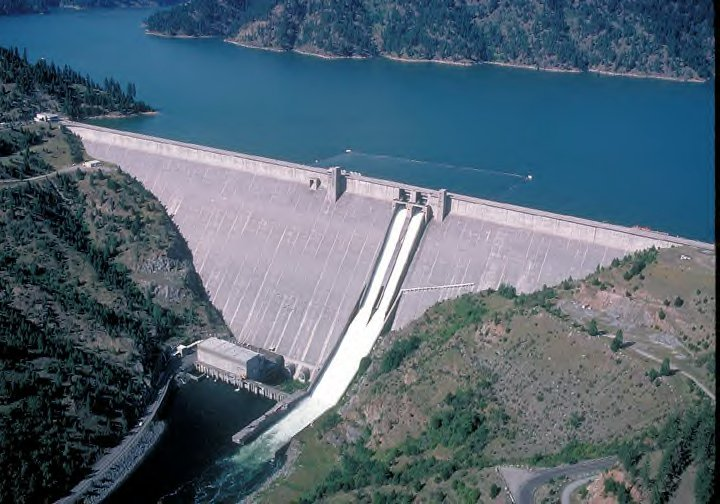
Barragem de Dworshak.

El rio Clearwater (em inglês:  Clearwater River, que significa «rio de águas claras») é um rio do noroeste dos Estados Unidos, e o principal afluente do rio Snake. Tem 119 km de comprimento, mas com uma das suas fontes (o ramal médio do Clearwater, Middle Fork Clearwater River, de 158 km, mais os 193 km do rio Selway), alcança os 470 km. Drena uma bacia de 24980 km² na vertente ocidental da cordilheira Bitterroot — uma das subcordilheiras das montanhas Rochosas —, e tem uma descarga média de 430 m³/s.
Historicamente, o rio Clearwater foi muito importante na expansão para o Oeste dos Estados Unidos, já que em outubro de 1805 a Expedição de Lewis e Clark desceu por ele (pelo ramal do rio Lochsa) em canoas, estabelecendo o «Canoe Camp» (acampamento de canoas), cinco milhass (8 km) a jusante de Orofino. Na viagem de regresso o corpo expedicionário também subiu o rio. 
Administrativamente, está integralmente situado no estado do Idaho, no centro-norte.

## Ver tambiéném
- Rio Snake
- Expedição de Lewis e Clark